# Stipe Radić
Stipe Radić, né le 10 juin 2000 à Split en Croatie, est un footballeur croate qui évolue au poste de défenseur central au Viborg FF.

## Biographie

### En club
Né à Split en Croatie, Stipe Radić est formé par l'un des clubs de sa ville natale, l'Hajduk Split. Il fait sa première apparition en équipe première le 1er décembre 2019, en étant titularisé lors d'une rencontre de championnat face au HNK Rijeka. Son équipe perd la rencontre ce jour-là sur le score de quatre buts àzéro.
Le 1er février 2021 il rejoint la Belgique pour s'engager en faveur du Beerschot VA,. Il est alors considéré comme un joueur d'avenir et son transfert, estimé à 450 000 euros, fait de lui le quatrième plus gros transferts du Beerschot VA. Il joue son premier match sous ses nouvelles couleurs le 7 février 2021, à l'occasion d'un match de championnat contre le Royal Antwerp. Il est titulaire et son équipe s'incline par deux buts à un.
Après la descente du Beerschot VA en deuxième division à l'issue de la saison 2021-2022, Stipe Radić se retrouve libre de tout contrat à l'été 2022, le joueur ayant activé une clause lui permettant d'être libéré en cas de relégation. Il retrouve un club seulement au mois de janvier 2023, s'engageant avec le Fortuna Sittard. Le transfert est annoncé dès le 14 décembre 2022 et il signe un contrat courant jusqu'en juin 2024,.
Le 30 janvier 2024, Stipe Radić rejoint le Danemark afin de s'engager en faveur du Viborg FF. Il signe un contrat courant jusqu'en juin 2027.
Radić marque son premier but pour le Viborg FF le 4 septembre 2024, à l'occasion d'une rencontre de coupe du Danemark face à l'AC Horsens. Titulaire, il ouvre le score au bout de 22 minute de jeu, et son équipe s'impose par quatre buts à zéro.

### En sélection
Avec l'équipe de Croatie des moins de 17 ans, Stipe Radić joue 13 matchs et participe au championnat d'Europe des moins de 17 ans en 2017. Lors de ce tournoi organisé dans son pays natal, Radić est titulaire et joue les trois matchs de son équipe, qui est cependant éliminée de la phase de groupe, terminant dernière de celui-ci avec un total de deux défaites et un match nul.
Avec les moins de 19 ans, il joue deux matchs en 2018, tous deux en tant que titulaire.
Stipe Radić est appelé pour la première fois avec l'équipe de Croatie espoirs par le sélectionneur Igor Bišćan en novembre 2021, où il vient pour remplacer Krešimir Krizmanić, absent en raison d'une blessure.

### Vie privée
Stipe Radić est supporter de l'Hajduk Split, il a commencé à s'intéresser au football à l'âge de 6 ans alors que son père l'emmenait voir son premier match lors d'une rencontre de l'Hajduk. Il apprécie également le Real Madrid et prend pour modèle Raphaël Varane.